# Кола (станция)
Кола — железнодорожная станция Мурманский регион Октябрьской железной дороги. Расположена в городе Кола Мурманской области. Построена в 1916 году, как станция Мурманской железной дороги (позднее — Кировской). Во время Великой Отечественной войны здесь располагались армейские склады и распорядительная станция 14-й армии.
Расстояние до станции Мурманск 10 км, до ближайшей станции Выходной около 4 км. На станции останавливаются все поезда, следующие из Мурманска и в Мурманск. С городом Кола станция связывается автобусным маршрутом. От станции отходит также железнодорожная ветка Кола — Никель.
1 июня 2020 года на перегоне к Выходному рухнул ж.д. мост, станция блокирована. С 19 июня по новой обходной ветке движение восстановлено.

## Дальнее следование по станции
| Круглогодичное обращение поездов | Круглогодичное обращение поездов | Круглогодичное обращение поездов | Круглогодичное обращение поездов |
| № поезда                         | Маршрут движения                 | № поезда                         | Маршрут движения                 |
| -------------------------------- | -------------------------------- | -------------------------------- | -------------------------------- |
| 15 "Арктика"                     | Мурманск — Москва                | 16 "Арктика"                     | Москва — Мурманск                |
| 21                               | Мурманск — Санкт-Петербург       | 22                               | Санкт-Петербург — Мурманск       |
| 65                               | Мурманск — Минск                 | 66                               | Минск — Мурманск                 |
| 91                               | Мурманск — Москва                | 92                               | Москва — Мурманск                |
| 373                              | Мурманск — Вологда               | 374                              | Вологда — Мурманск               |

| Сезонное обращение поездов | Сезонное обращение поездов | Сезонное обращение поездов | Сезонное обращение поездов |
| № поезда                   | Маршрут движения           | № поезда                   | Маршрут движения           |
| -------------------------- | -------------------------- | -------------------------- | -------------------------- |
| 225                        | Мурманск — Адлер           | 226                        | Адлер — Мурманск           |
| 241                        | Мурманск — Москва          | 242                        | Москва — Мурманск          |
| 285                        | Мурманск — Новороссийск    | 286                        | Новороссийск — Мурманск    |
| 293                        | Мурманск — Анапа           | 294                        | Анапа — Мурманск           |